# Proroctví (film, 2009)
Proroctví (anglicky Knowing) je britsko-americký sci-fi katastrofický film z roku 2009 režiséra Alexe Proyase. Líčí příběh rodiny profesora astrofyziky Jonathana Koestlera, kterému se dostane do ruky šifrovaný list se záznamem největších katastrof posledních 50 let.

## Herecké obsazení
| Nicolas Cage        | prof. Jonathan „John“ Koestler                           |
| Rose Byrne          | Diana Wayland / Lucinda Embry-Wayland                    |
| Chandler Canterbury | Caleb Koestler                                           |
| Lara Robinson       | mladá Lucinda Embry / Abby Wayland / mladá Diana Wayland |
| Nadia Townsend      | Grace Koestler                                           |
| Ben Mendelsohn      | prof. Phil Beckman                                       |
| Alan Hopgood        | reverend Koestler                                        |
| Adrienne Pickering  | Allison Koestler                                         |
| Liam Hemsworth      | Spencer                                                  |
| Ra Chapman          | Jessica                                                  |

## Děj
V roce 1959 zadá učitelka v americkém městečku dětem za úkol nakreslit obrázek, jak si představují, že bude vypadat budoucnost. Jejich obrázky budou vloženy do hermeticky uzavřeného „časového pouzdra“, které bude otevřeno za 50 let. Lucinda Embry místo kresby popíše list papíru zdánlivě náhodnými čísly. Při slavnostním uložení časového pouzdra se Lucinda ztratí. Učitelka ji nalezne schovanou v malém kamrlíku s do krve rozedranými prsty. Na dveřích jsou čísla, která Lucinda nestačila dopsat na papír, který jí učitelka předčasně odebrala. Děvče vypadá, že je v nějakém transu, slyší šeptat cizí hlasy.
V roce 2009 chodí do stejné školy Caleb Koestler. Jeho otec Jonathan je vdovcem, žena zemřela o rok dříve při požáru hotelu. Pracuje jako profesor astrofyziky na Massachusettském technologickém institutu. Caleb je i s otcem a ostatními dětmi přítomen při vyzdvižení časového pouzdra. Právě jemu se dostane do rukou Lucindina šifra. Otce šifra zaujme a zaregistruje sekvenci znaků 911012996 (datum a počet obětí událostí z 11. září 2001). Následně zjistí, že kódovaná zpráva obsahuje vždy datum, počet obětí všech katastrof za posledních 50 let a také souřadnice místa katastrofy. Poslední tři sekvence označují události, které se teprve odehrají v blízké budoucnosti. V následujících dnech zastaví u domu Koestlerových automobil s podivnými cizinci, kteří dají Calebovi malý tmavý hladký kamínek. V noci se Calebovi zdá o jednom z cizinců, který mu ukazuje, ať se podívá z okna. Chlapec tak učiní a spatří celý obzor. Z hořícího lesa se snaží uprchnout zvěř do bezpečí, ale není kam, všechno je v plamenech.

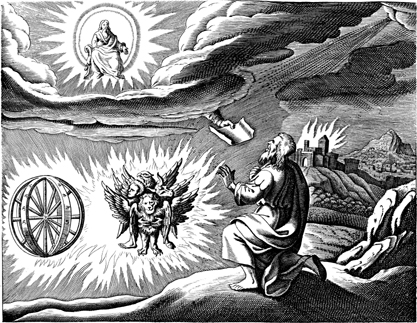
Kopie ilustrace Matthäuse Meriana „Ezekielova vize“ (1670), kterou měla vylepenou na stěně Lucinda Embry.

Jonathan vypátrá Lucindinu dceru Dianu a vnučku Abby. Chce po Dianě pomoc, ale ta je nejprve vyděšená a uteče pryč. Vrátí se poté, když vyjde další předpověď (havárie v metru, u které je Jonathan opět přítomen, neboť si podle zpráv z TV myslí, že půjde o teroristický útok). Diana profesorovi objasní, že její matka slyšela šeptání a že další den v dokumentu (19. října) je den, kdy jí předpověděla smrt. Dvojice se i s dětmi vypraví do mobilního domu, kde Dianina matka žila, než se předávkovala. Na stěně v pokoji jsou vylepeny výstřižky z novin o katastrofách posledních 50 let, těch které Lucinda předpověděla. Je zde také kopie biblické ilustrace Matthäuse Meriana „Ezekielova vize“ a několik hladkých tmavých kamínků, stejných jako ten, který dali podivní cizinci Calebovi. Caleb s Abby čekají venku v pick-upu a cizinci už opět stojí kolem něj. Obě děti později shodně tvrdí, že k nim cizinci šeptají a chtějí po Calebovi a Abby, aby šli s nimi.
Poslední sekvence šifry 101909ƎƎ znamená 19. října 2009 Everyone Else, čili den konce světa, kdy všechno živé na Zemi zahyne. Jonathan si uvědomí, že půjde o masivní sluneční erupci, která na Zemi spálí biosféru. Diana navrhne schovat se do jeskyně. Jonathan je přesvědčen, že Lucinda naškrábala na dveře poslední čísla znamenající polohu bezpečného úkrytu před katastrofou. Doposud vždy za údajem o době a počtu obětí následovaly souřadnice a on se od Lucindiny učitelky (nyní již velmi staré paní) z vyprávění dozvěděl, jak byla Lucinda nalezena v kamrlíku školy. Okamžitě jede do školy a naškrábaná čísla zjistí. Diana mezitím ujede i s dětmi směrem k jeskyni. V důsledku silné sluneční aktivity již vypadávají komunikační sítě.
Když Diana zastaví na benzince, šeptající cizinci vniknou do auta a odvezou Caleba a Abby pryč. Hrůzou pološílená Diana nasedne do nejbližšího vozu a je při pronásledování smetena kamionem. Koestler přijíždí v okamžiku, kdy je zdravotníky prováděna resuscitace – neúspěšně. Diana drží v ruce tmavý hladký oblázek. Jonathan zadal souřadnice do svého GPS přístroje a zjistil, že jde o polohu Lucindina mobilního domu. Nedaleko nalezne plochu posetou hladkými tmavými oblázky a jsou tu i obě děti s cizinci. Je zjevné, že jde o mimozemšťany. Z oblohy klesá k zemi obrovská kosmická loď. Caleb otci řekne, že s nimi mohou jít jen vyvolení, ti, kteří slyší šeptání. Jonathan sleduje svého syna s Abby, jak společně nastupují dovnitř zvláštní koule a odlétají. Záběr z vesmíru ukazuje mnoho podobných startujících kosmických lodí z povrchu zemského.
Další ráno (19. října) Jonathan odjíždí za rodiči. Se svým otcem – reverendem se několik let nebavil. Nyní nadešel čas na usmíření. Obejme se s otcem, matkou i sestrou, zatímco výron sluneční energie zapaluje povrch Země a ničí veškerý život.
Caleb s Abby jsou vysazeni na planetě podobné Zemi. V závěrečné scéně utíkají k obrovskému bělavému stromu symbolizujícímu strom života.

## Citáty
„V hotelu vypukl požár, ve čtyři hodiny ráno. Podle vyšetřovatelů se Allison udusila kouřem... Když umírala, byl jsem doma na zahradě. Myslel jsem, že člověk vycítí, když jsou jeho blízcí v nebezpečí, jenomže já necítil vůbec nic. Vůbec. Prostě jsem odfukoval listí z trávníku.“ (Jonathan Koestler)